# شینوسوکه ماتسوکی
شینوسوکه ماتسوکی (ژاپنی: 松木 駿之介؛ زادهٔ ۲۴ اکتبر ۱۹۹۶) یک بازیکن فوتبال اهل ژاپن است.
از باشگاه‌هایی که در آن بازی کرده‌است می‌توان به باشگاه فوتبال فاگیانو اوکایاما اشاره کرد.